# Bengt Thörnhammar
Bengt Evert Hilding Thörnhammar, född 16 februari 1926 i Visby, död 22 december 2014 i Skarpnäck, var en svensk skådespelare.
Han är gravsatt i minneslunden på Skogskyrkogården i Stockholm.

## Filmografi
- 1952 – Blondie, Biffen och Bananen, ung man på Jägersro
- 1952 – Flyg-Bom, värnpliktig flygsoldat på dansen
- 1953 – Dansa min docka, arbetare i dockmagasin
- 1954 – Aldrig med min kofot eller Drömtjuven, åskådare vid kassaskåpsdemonstration
- 1954 – Flottans glada gossar, inskrivningsofficeren
- 1954 – En lektion i kärlek, bröllopsgäst
- 1955 – Vildfåglar, åskådare till Fiorentions självmord
- 1956 – Egen ingång, portiern på fjällhotellet

## Teater

### Roller
| År   | Roll        | Produktion                                                        | Regi              | Teater           |
| ---- | ----------- | ----------------------------------------------------------------- | ----------------- | ---------------- |
| 1954 | Medverkande | Arsenik åt alla spetsar, revy Rune Moberg                         | Gösta Jonsson     | Boulevardteatern |
| 1954 | Medverkande | Hösten är vår, revy Lennart Anderzon och Tjadden Hällström        | Tjadden Hällström | Boulevardteatern |
| 1955 | Medverkande | Oförskämt, revy Rune Moberg                                       | Kåge Sigurth      | Boulevardteatern |
| 1955 | Medverkande | Alltid retar det nån, revy Lennart Anderzon och Tjadden Hällström |                   | Boulevardteatern |
| 1956 | Medverkande | Kom och sitt i knä't, revy Rune Moberg                            | Tjadden Hällström | Boulevardteatern |
| 1956 | Andersson   | Tolvan Alf Henrikson                                              | Karl-Erik Flens   | Boulevardteatern |
| 1956 | Medverkande | En sån cigarr, revy Rune Moberg                                   | Per Edström       | Boulevardteatern |